# Yeanawoun
Yeanawoun är en klan i Liberia.   Den ligger i regionen Bong County, i den centrala delen av landet, 150 km öster om huvudstaden Monrovia.